# Entodon dregeanus
Entodon dregeanus là một loài Rêu trong họ Entodontaceae. Loài này được (Hornsch.) Müll. Hal. mô tả khoa học đầu tiên năm 1845.